# Прилежаева, Мария Павловна
Мари́я Па́вловна Прилежа́ева (22 июня 1903, Ярославль — 10 апреля 1989, Москва) — советская детская писательница. Автор книг о жизни и деятельности В. И. Ленина, М. И. Калинина.

## Биография
Родилась в Ярославле, в небогатой дворянской семье, некоторое время проживала в Александрове Владимирской области, где окончила курс женской гимназии (этот период жизни отражён в автобиографической книге «Зелёная ветка мая»). В начале 1920 годов учительствовала в селе Петрищево Переяславского уезда. В 1922—1923 годах обучалась в педагогическом техникуме Сергиева Посада (Московская область).
Окончила педагогический факультет 2-го Московского университета в 1929 году. Работала учителем в Архангельске, Яхроме, Загорске и Москве.
Первые публикации Прилежаевой вышли в журнале «Работник радио» (1936), газете «Московский строитель» (1937). Занятие литературным трудом рассматривала как вклад в дело коммунистического воспитания молодёжи.
Произведения писательницы переведены на многие языки мира и изучались школьниками не только СССР, но и других социалистических стран.
Член КПСС с 1952 года. Член Правления Союза писателей СССР с 1967 года.
Скончалась 10 апреля 1989 года. Похоронена на Переделкинском кладбище.

## Сочинения
- «Этот год» (1941, первая повесть, опубликованная в журнале «Октябрь»)
- «Таня Слесарева» (1942, повесть)
- «Юность Маши Строговой» (1948, повесть)
- «С тобой товарищи» (1949)
- «Над Волгой» (1952, роман)
- «С берегов Медведицы» (1955, повесть)
- «Начало» (1957, повесть)
- «Под северным небом» (1959, роман)
- «Пушкинский вальс» (1961)
- «Третья Варя» (1963)
- «Удивительный год» (1966, художественная биография Ленина для детей)
- «Три недели покоя» (1967)
- «Жизнь Ленина» (1970, художественная биография Ленина для детей[7])
- «На Двадцать четвёртом съезде» (1971, художественно-публицистическая книга для детей)
- «Зелёная ветка мая» (1975, повесть)
- «Осень» (1977, повесть, экранизирована в 1979 году)
- «Всего несколько дней» (1979)
- «На Гран-рю» (повесть) // «Пионер», 1985, № 1-4
- «Маняша» // «Пионер», 1987, № 1-3

## Награды
- Государственная премия РСФСР имени Н. К. Крупской (1971) — за книгу «Жизнь Ленина» (1970)
- премия Ленинского комсомола (1983) — за создание высокохудожественных произведений для детей и юношества
- орден Ленина
- орден Трудового Красного Знамени
- орден «Знак Почёта»
- медали СССР